# Lixophaga beardsleyi
Lixophaga beardsleyi là một loài ruồi trong họ Tachinidae.